# Walcott (Dakota del Nord)
Walcott és una població dels Estats Units a l'estat de Dakota del Nord. Segons el cens del 2000 tenia 189 habitants.

## Demografia
Segons el cens del 2000, Walcott tenia 189 habitants, 78 habitatges, i 49 famílies. La densitat de població era de 71,5 hab./km².
Dels 78 habitatges en un 30,8% hi vivien nens de menys de 18 anys, en un 60,3% hi vivien parelles casades, en un 2,6% dones solteres, i en un 35,9% no eren unitats familiars. En el 29,5% dels habitatges hi vivien persones soles el 16,7% de les quals corresponia a persones de 65 anys o més que vivien soles. El nombre mitjà de persones vivint en cada habitatge era de 2,42 i el nombre mitjà de persones que vivien en cada família era de 3,06.
Per edats la població es repartia de la següent manera: un 27% tenia menys de 18 anys, un 7,4% entre 18 i 24, un 28% entre 25 i 44, un 23,3% de 45 a 60 i un 14,3% 65 anys o més.
L'edat mediana era de 36 anys. Per cada 100 dones de 18 o més anys hi havia 100 homes.
La renda mediana per habitatge era de 36.458 $ i la renda mediana per família de 42.500 $. Els homes tenien una renda mediana de 30.417 $ mentre que les dones 17.321 $. La renda per capita de la població era de 16.173 $. Entorn de l'1,9% de les famílies i el 6% de la població estaven per davall del llindar de pobresa.

## Poblacions més properes
El següent diagrama mostra les poblacions més properes.